# Lijst van Amerikaanse dagbladen
Dit is de lijst van Amerikaanse kranten, gesorteerd op circulatie. Deze cijfers zijn door het Amerikaanse Audit Bureau of Circulations samengebracht voor de periode van zes maanden vóór 31 maart 2007. Ze stellen de hoogste oplage van elke krant in een week voor, meestal de zondagseditie. Een asterisk (*) duidt twee kranten aan die een gecombineerde editie uitbrengen als resultaat van een joint agreement. De oplage van sommige kranten wordt betwist, zoals bij de Chicago Sun-Times, en deze kranten staan dan ook niet in deze lijst.

## Lijst van kranten naar circulatie
|     | Krant                                      | Stad            | Staat                | Grootst opgegeven circulatie | Eigenaar                                  |
| --- | ------------------------------------------ | --------------- | -------------------- | ---------------------------- | ----------------------------------------- |
| 1   | USA Today                                  | McLean          | Virginia             | 2.524.965                    | Gannett Company                           |
| 2   | Wall Street Journal                        | New York        | New York             | 2.068.439                    | News Corporation                          |
| 3   | The New York Times                         | New York        | New York             | 1.627.062                    | New York Times Company                    |
| 4   | Los Angeles Times                          | Los Angeles     | Californië           | 1.173.096                    | Tribune Company                           |
| 5   | Chicago Tribune                            | Chicago         | Illinois             | 940.620                      | Tribune Company                           |
| 6   | Washington Post                            | Washington D.C. | District of Columbia | 929.921                      | Washington Post Company                   |
| 7   | New York Daily News                        | New York        | New York             | 775.543                      | New York Daily News                       |
| 8   | New York Post                              | New York        | New York             | 741.099                      | News Corporation                          |
| 9*  | Denver Post / Rocky Mountain News          | Denver          | Colorado             | 704.168                      | MediaNews Group / E. W. Scripps Company   |
| 10  | Dallas Morning News                        | Dallas          | Texas                | 702.135                      | A. H. Belo Corportation                   |
| 11  | The Philadelphia Inquirer                  | Philadelphia    | Pennsylvania         | 688.670                      | Philadelphia Media Holdings LLC           |
| 12  | Houston Chronicle                          | Houston         | Texas                | 677.425                      | Hearst Newspapers                         |
| 13* | Detroit News / Detroit Free Press          | Detroit         | Michigan             | 640.356                      | MediaNews Group / Gannett Company         |
| 14  | Star Tribune                               | Minneapolis     | Minnesota            | 574.406                      | Avista Capital Partners                   |
| 15  | Star-Ledger                                | Newark          | New Jersey           | 570.523                      | Advance Publications                      |
| 16  | Boston Globe                               | Boston          | Massachusetts        | 562.273                      | New York Times Company                    |
| 17  | Arizona Republic                           | Phoenix         | Arizona              | 541.757                      | Gannett Company                           |
| 18  | Atlanta Journal-Constitution               | Atlanta         | Georgia              | 523.687                      | Cox Newspapers                            |
| 19  | Newsday                                    | Long Island     | New York             | 464.169                      | Tribune Company                           |
| 20  | The Plain Dealer                           | Cleveland       | Ohio                 | 442.482                      | Advance Publications                      |
| 21  | San Francisco Chronicle                    | San Francisco   | Californië           | 438.006                      | Hearst Newspapers                         |
| 22  | St. Petersburg Times                       | St. Petersburg  | Florida              | 430.893                      | Times Publishing Company                  |
| 23* | Seattle Times / Seattle Post-Intelligencer | Seattle         | Washington           | 423.635                      | Seattle Times Company / Hearst Newspapers |
| 24  | St. Louis Post-Dispatch                    | St. Louis       | Missouri             | 407.754                      | Lee Enterprises                           |
| 25  | Milwaukee Journal Sentinel                 | Milwaukee       | Wisconsin            | 400.317                      | Journal Communications                    |
| 26  | San Diego Union-Tribune                    | San Diego       | Californië           | 378.696                      | Copley Press                              |
| 27  | Baltimore Sun                              | Baltimore       | Maryland             | 377.561                      | Tribune Company                           |
| 28  | Oregonian                                  | Portland        | Oregon               | 375.913                      | Advance Publications                      |
| 29  | Kansas City Star                           | Kansas City     | Missouri             | 359.477                      | McClatchy Company                         |
| 30  | Indianapolis Star                          | Indianapolis    | Indiana              | 354.312                      | Gannett Company                           |
| 31  | Columbus Dispatch                          | Columbus        | Ohio                 | 343.616                      | Dispatch Printing Company                 |
| 32  | The Miami Herald                           | Miami           | Florida              | 342.432                      | McClatchy Company                         |
| 33  | Pittsburgh Post-Gazette                    | Pittsburgh      | Pennsylvania         | 341.474                      | Block Communications                      |
| 34  | Orlando Sentinel                           | Orlando         | Florida              | 335.689                      | Tribune Company                           |
| 35  | San Antonio Express-News                   | San Antonio     | Texas                | 333.902                      | Hearst Newspapers                         |
| 36  | Orange County Register                     | Orange County   | Californië           | 329.549                      | Freedom Communications                    |
| 37  | Sacramento Bee                             | Sacramento      | Californië           | 324.613                      | McClatchy Company                         |
| 38  | South Florida Sun-Sentinel                 | Fort Lauderdale | Florida              | 319.103                      | Tribune Company                           |
| 39  | Fort Worth Star-Telegram                   | Fort Worth      | Texas                | 304.200                      | McClatchy Company                         |
| 40  | The Tampa Tribune                          | Tampa           | Florida              | 298.674                      | Media General                             |
| 41* | Cincinnati Enquirer / Cincinnati Post      | Cincinnati      | Ohio                 | 290.500                      | Gannett Company                           |
| 42  | Oklahoman                                  | Oklahoma City   | Oklahoma             | 282.119                      | Independent / Oklahoma Publishing Company |
| 43  | Arkansas Democrat-Gazette                  | Little Rock     | Arkansas             | 276.436                      | WEHCO Media                               |
| 44  | Charlotte Observer                         | Charlotte       | North Carolina       | 270.347                      | McClatchy Company                         |
| 45  | Courier-Journal                            | Louisville      | Kentucky             | 266.594                      | Gannett Company                           |
| 46  | Buffalo News                               | Buffalo         | New York             | 266.123                      | Berkshire Hathaway                        |
| 47  | Hartford Courant                           | Hartford        | Connecticut          | 255.419                      | Tribune Company                           |
| 48  | St. Paul Pioneer Press                     | St. Paul        | Minnesota            | 251.838                      | MediaNews Group                           |
| 49  | San Jose Mercury News                      | San Jose        | Californië           | 251.666                      | MediaNews Group                           |
| 50  | Des Moines Register                        | Des Moines      | Iowa                 | 233.229                      | Gannett Company                           |